# Daniel Krajcer
Daniel Krajcer (* 19. září 1969, Bratislava, Československo) je slovenský politik, v minulosti zpravodaj, moderátor a komentátor politických událostí. Od roku 2010 do 2013 byl členem strany Sloboda a Solidarita, od roku 2013 je místopředsedou strany Nová väčšina. V letech 2010-2012 působil jako ministr kultury.

## Život
V letech 1991–1993 studoval knihovnictví, informatiku a anglický jazyk na Filozofické fakultě Univerzitě Komenského v Bratislavě. V letech 2003–2009 studoval na stejné univerzitě Právnickou fakultu.
V letech 1994–1996 působil jako redaktor a moderátor regionálního vysílání Slovenského rozhlasu, v období let 1996–2006 jako redaktor zpravodajství a moderátor politické relace Sito na televizní stanici Markíza. 1. září 2001 se zúčastnil také i v soutěži Milionár. Od roku 2006 do roku 2010 byl ředitelem pro publicistiku a strategické projekty a moderátorem politické relace De Facto na TV JOJ.
Od 9. července 2010 do 4. března 2012 působil ve funkci ministra kultury ve vládě Ivety Radičové.
V listopadu 2013 kandidoval na župana Bratislavského kraje, ve volbách skončil se ziskem 14 % hlasů na třetím místě.
Je rozvedený, má dvě děti - z manželství s Michaelou Krajcerovou dceru, s Helenou Hupkovou syna.

## Domácí a mezinárodní ocenění
- 2002 – Televizní osobnost roku (OTO)
- 2004 – Televizní osobnost roku (OTO)
- 2005 – Nominace na cenu Emmy v kategorii Nejlepší zpravodajská relace světa za speciální program z bratislavského setkání prezidentů Bushe a Putina, společně se Zlaticí Puškárovou.